# Jaan Ehlvest
Jaan Ehlvest (né le 14 octobre 1962 à Tallinn, Estonie) est un joueur d'échecs, grand maître international depuis 1987. Il a été nommé sportif estonien de l'année en 1987 et 1989. Depuis 2006, il  est affilié à la fédération américaine d'échecs et a remporté le championnat panaméricain d'échecs en 2008.
Son classement Elo est de 2 603 en avril 2008, il est le 7e joueur américain.

## Biographie

### Tournois individuels
Ses succès en tournoi incluent :
- le championnat d'URSS junior en 1980 ;
- la médaille d'argent au championnat du monde d'échecs junior 1981 à Mexico ;
- le championnat d'Europe junior 1982-1983 à Groningue ;
- le championnat national estonien 1983 ;
- la troisième place au championnat d'URSS 1987 (également tournoi zonal) à Minsk ;
- le tournoi de Vršac  1987 (ex æquo avec Velimirovic) ;
- la troisième place au tournoi de Belfort 1988 (coupe du monde GMA, derrière Kasparov et Karpov) ;
- le tournoi de Tallinn en 1989 ;
- le tournoi de Clermont-Ferrand 1989 (ex æquo avec Dolmatov, Kortchnoï, Renet et Sax) ;
- le tournoi d'échecs de Reggio Emilia 1989-1990 devant Ivantchouk et Karpov ;
- le tournoi de Terrassa en mai 1991 (ex æquo avec Adams) ;
- le tournoi de Logroño en décembre 1991 ;
- le tournoi de Novossibirsk en 1993 et en 1995 ;
- l'open de New York en 1994 (ex æquo avec Lembit Oll) ;
- la deuxième place ex æquo au tournoi de Novgorod 1995 (victoire de Kasparov) ;
- la troisième place au tournoi fermé du festival d'échecs de Bienne 1996 (victoire de Karpov et Milov) ;
- le tournoi de Villa Martelli en 1997 (ex æquo avec Tkachiev) ;
- l'open de Reykjavik en 2002 et 2004 (ex æquo avec huit autres joueurs) ;
- le World Open de 2003 ;
- le championnat continental panaméricain en 2008, ce qui le qualifiait pour la Coupe du monde d'échecs 2009.

En 1989, il finit quatrième du classement général de la Coupe du monde GMA 1988-1989 derrière Kasparov, Karpov et Salov.

### Activités diverses
L'équipe suédoise SK Rockaden a également fait usage d'Ehlvest pour remporter le titre national en 2001.
Ehlvest a étudié la psychologie à l'Université d'État de Tartu. En 2004, il publie son autobiographie The Story of a Chess Player.
En mars 2007, il accepte de rencontrer dans un match de huit parties le programme Rybka, un des plus forts programmes d'échecs du monde. Il a les Noirs dans toutes les parties mais a l'avantage d'un pion. Il perd le match 2,5-5,5 (+1 =3 -4). Dans un match revanche, Ehlvest disposait des blancs et du double du temps de réflexion de son adversaire, et l'avantage du pion est supprimé. Il perd le match 4,5-1,5.

### Compétitions par équipe
Avec l'équipe d'URSS, Ehlvest a remporté :
- l'olympiade universitaire (le championnat du monde par équipes de moins de 26 ans) en 1983 ;
- l'Olympiade d'échecs de 1988 (il était échiquier de réserve et marqua 4,5 points sur 7) ;
- le Championnat du monde d'échecs par équipes de 1989 (il jouait au troisième échiquier)[2].

Il représenta l'Estonie lors de sept olympiades consécutives de 1992 à 2004, remportant la médaille de bronze individuelle au deuxième échiquier lors de l'Olympiade d'échecs de 1994 avec 10,5 marqués en 14 parties (l'Estonie finit 17e de la compétition).

### Championnats du monde
| Année | Lieu                             | Résultat                            | Ultime adversaire                  | Adversaires battus                                    |
| ----- | -------------------------------- | ----------------------------------- | ---------------------------------- | ----------------------------------------------------- |
| 1987  | Zagreb                           | 2e-3e du tournoi interzonal         | 2e-3e du tournoi interzonal        | Predrag Nikolić, Julio Granda                         |
| 1988  | Saint-Jean                       | huitième de finale des candidats    | Arthur Youssoupov                  |                                                       |
| 1980  | Manille                          | 12e-20e du tournoi interzonal       | 12e-20e du tournoi interzonal      | Alexeï Chirov, Jóhann Hjartarson                      |
| 1993  | Groningue                        | 8e-19e du tournoi de sélection PCA  | 8e-19e du tournoi de sélection PCA | Viktor Kortchnoï, Loek van Wely                       |
| 1993  | Bienne                           | 42e ex æquo du tournoi interzonal   | 42e ex æquo du tournoi interzonal  | Ye Jiangchuan, Ferdinand Hellers                      |
| 1997  | Groningue                        | deuxième tour                       | Matthew Sadler                     | John van der Wiel                                     |
| 1999  | Las Vegas                        | deuxième tour                       | Ievgueni Bareïev                   | Friso Nijboer                                         |
| 2000  | New Delhi                        | quatrième tour (huitième de finale) | Aleksandr Grichtchouk              | Jesus Nogueiras, Vassili Ivantchouk Sergei Movsessian |
| 2001  | Moscou                           | quatrième tour (huitième de finale) | Ievgueni Bareïev                   | Teimour Radjabov, Daniel Cámpora, Ilya Smirin         |
| 2009  | Khanty-Mansiïsk (coupe du monde) | premier tour                        | Ilya Smirin                        |                                                       |

### Une partie
Ehlvest-Salov, Rotterdam, 1989,
1. e4 e5 2. Cf3 Cc6 3. Fc4 Fc5 4. c3 Cf6 5. d3 a6 6. 0-0 Fa7 7. Cbd2 0-0 8. Te1 d6 9. Fb3 Cg4 10. Te2 Rh8 11. h3 Ch6 12. Cf1 f5 13. d4 Df6 14. dxe5 Cxe5 15. Cxe5 Dxe5 16. exf5 Dxf5 17. Fe3 Fxe3 18. Cxe3 Dg5 19. Dd5! Df6 20. Td1 Cg8 21. Fc2 g6 22. Dc4 c6 23. Db4 d5 24. c4! d4 25. Txd4 Fxh3 26. Td6 Dg5 27. Rf1 Ff5 28. Dc3+ Tf6 29. Cxf5 gxf5 30. Td7 b5 31. Te3 Tf8 32. Fd3 Dh5 33. Rg1 b4 34. De5 Ch6 35. Fe2 Dg6 36. Tg3 Cg4 37. Dd4 h5 38. f3 f4 39. Fd3! De8 40. Th3 De1+ 41. Ff1 Ce3 42. Txh5+ Rg8 43. Tg5+ Rh8 44. De5! Dxf1+ 45. Rh2 Db1 46. Th5+ Rg8 47. De7! 1-0.

## Publication
- Jaan Ehlvest, The Story of a Chess Player, Arbiter Publishing, 2004,  (ISBN 0-9763891-0-X).